# Carrer de Miquel de Roncalí i Destefanis (Cornellà de Llobregat)
El carrer de Miquel de Roncalí i Destefanis, conegut també com a carrer de les Escaletes, és una via del Barri Centre de Cornellà de Llobregat (Baix Llobregat). Conté un conjunt arquitectònic inclòs com a bé cultural d'interès local en l'Inventari del Patrimoni Arquitectònic de Catalunya i pren el nom de Juan Miguel de Roncali, enginyer militar espanyol i comte de Roncali que va residir els darrers anys de vida a la ciutat cornellanenca.

## Història
El carrer de Miquel de Roncalí, que uneix el carrer Rubió i Ors amb la plaça de l'Església, presumiblement es va obrir i acabar d'urbanitzar cap al 1865, data en què es van obrir també el carrer de l'Ametller (popularment conegut com a carrer de la Llet), el darrer tram del carrer Rubió i Ors —històricament Carrer Major, que connectava l'antiga carretera de Sant Boi amb la planta elevadora de la Societat General d'Aigües de Barcelona— i es va finalitzar la rambla, amb la qual cosa el centre va adquirir definitivament la fesomia que encara conserva, amb poques variacions substancials. Actualment s'estén cap al sud fins a l'Avinguda del Llobregat, límit urbà del municipi amb el Parc Agrari del Baix Llobregat.

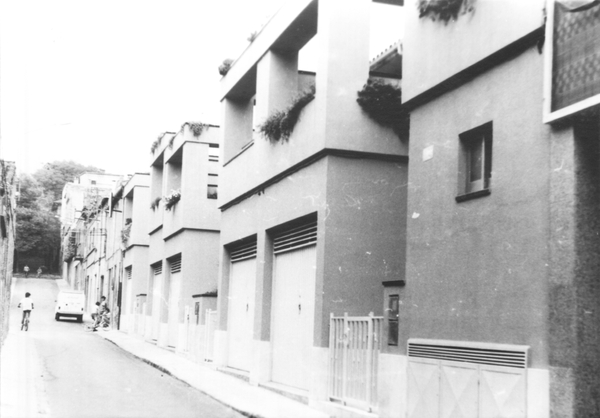
Traçat superior del carrer l'any 1986.

## Conjunt inventariat
El tram superior d'aquesta via està inventariat com a Bé cultural d'interès local (BCIL) dins l'apartat històric del Pla Especial de Protecció del Patrimoni Arquitectònic de Cornellà de Llobregat de l'any 1996, sota un règim de protecció ambiental per a entorns immediats del conjunt i que es limita a parts de l'element catalogat (classificació B-2), alhora que està registrat en l'Inventari del Patrimoni Arquitectònic de Catalunya. El conjunt està format en les seves dues terceres parts inferiors per habitatges del segle xix de planta baixa i un o dos pisos, amb coberta de teula. També en formen part un grup de cases modernes, de novíssima factura i d'estil racionalista, que respecten l'alçada dominant al carrer i contribueixen a donar suport al conjunt a través de les obertures i els volums, el color i les plantes de les terrasses.
Per altra banda, la part més alta del carrer que condueix directament a la plaça de l'Església i d'una marcada pendent, està resolta en forma de passeig amb esglaons de llambordins i una doble filera de castanyers; de la qual la via pren el nom popular de "carrer de les Escaletes". En aquest passeig en desnivell, s'hi troba alhora l'Institut Municipal d'Esports, també inventariat.

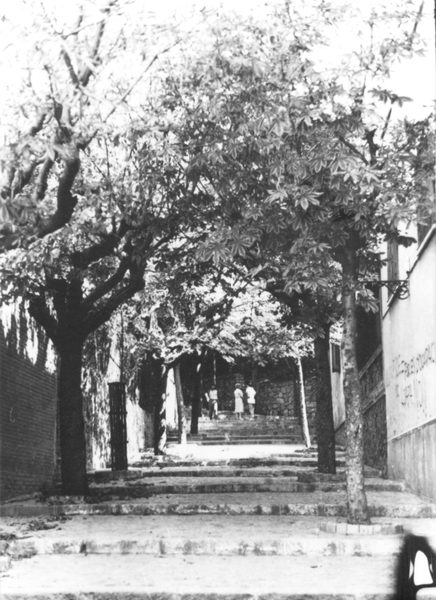
Tram inferior del passeig de "Les escaletes" l'any 1986.
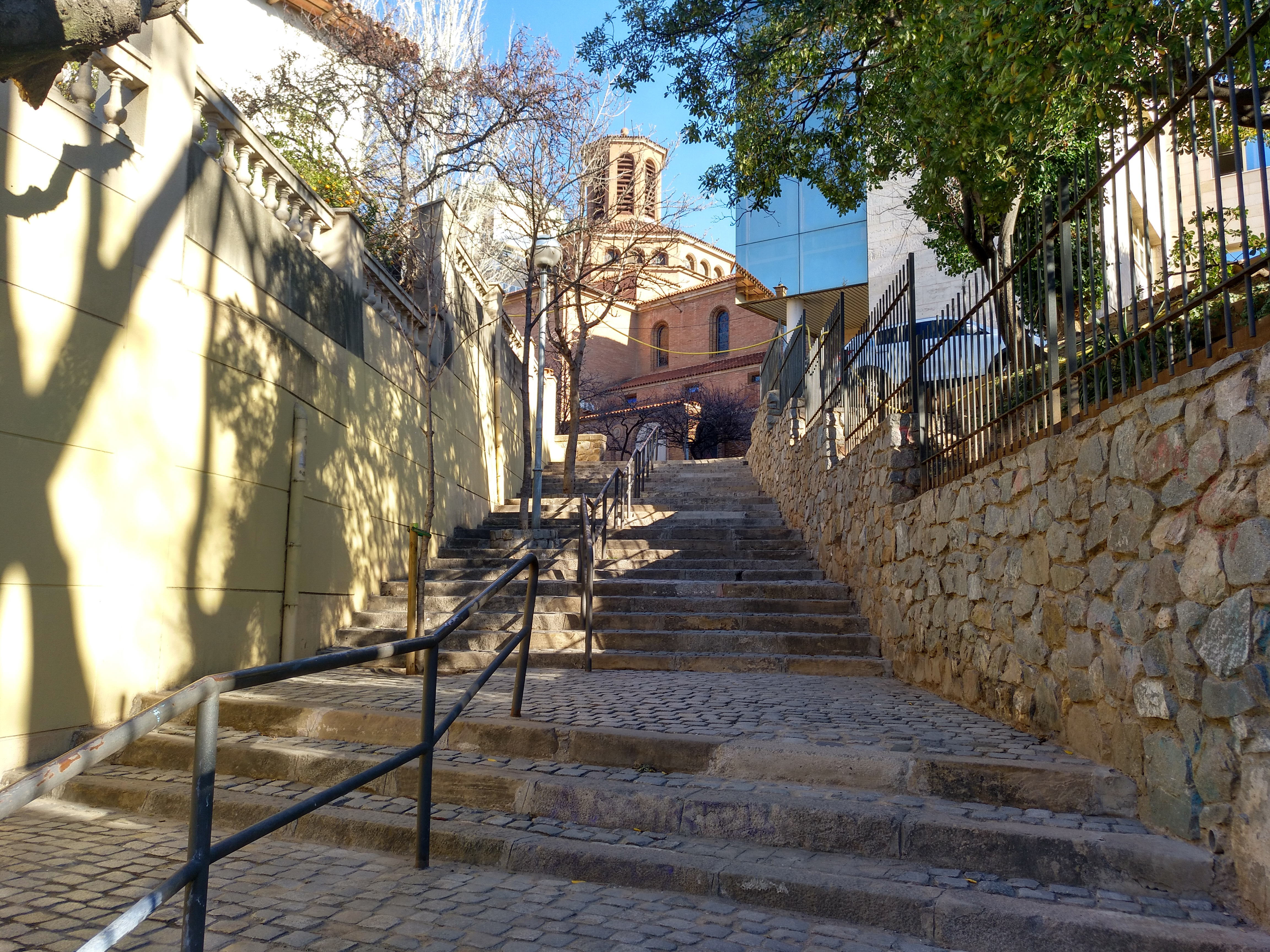
Tram superior del passeig de "Les escaletes" l'any 2018.